# Jan Hegala
Jan Hegala OFM, latinsky Joannes Hegala byl německý františkán působící počátkem 16. století v chebském klášteře. Z Latiny do němčiny přeložil abecední kazatelskou pomůcku: Alphabetum euangelicum ex uarijs conclusionibus compositum, ex latino in Vulgare [i.e. teutonico] translatum a F. Joanne Hegala Franciscano in Egra Preadicatus Ao 1525. Sám byl tedy nejspíše kazatelem v chebském klášteře.